# Język adai
Język adai – wymarły język uznawany za izolowany. Był używany do XIX wieku w północno-zachodniej Luizjanie. Jedyna wiedza na jego temat pochodzi z zapisanej w 1804 roku listy 275 wyrazów. Materiał ten nie pozwala jednoznacznie powiązać adai z innymi językami. Być może był spokrewniony z językami kaddo.